# Sé Catedral de Nossa Senhora da Graça de São Tomé
La Sé Catedral de Nossa Senhora da Graça de São Tomé es troba a la ciutat de São Tomé, districte d'Água Grande, a l'illa de São Tomé, a São Tomé i Príncipe.

## Història
La primitiva Matriu de Nossa Senhora das Graças es remunta probablement al segle xv, trobant-se prop de la torre defensiva aixecada en 1492-1493 pel capità Álvaro de Caminha. En 1534 la ciutat fou elevada a seu de bisbat per la butlla "Aequum reputamus" de Pau III, qui va instituir la Diòcesi de São Tomé i Príncipe. La matriu fou elevada a catedral. La diòcesi incloïa les illes de São Tomé, Príncipe, Fernando Poo, Annobón i Santa Helena, i, al continent africà, des del riu Santo André al cap Agulhas.
En 1757 es va transferir la seu de la diòcesi cap a la Vila de Santo Antônio, a l'illa de Príncipe. Es va concebre un projecte per la nova catedral, elaborat per enginyer militar José António Caldas, però el projecte no es va arribar a realitzar.
L'edifici fou reformat entre 1576 i 1578, època de D. Sebastião. En 1784 es trobava en mal estat, amb la façana en ruïnes. En 1814 fou restaurada per iniciativa de la població local. Va patir una altra reforma en 1956, en què fou molt alterada la façana principal.